# Prima Categoria Basilicata 1964-1965
Il campionato di calcio di Prima Categoria 1964-1965 è stato il V livello del campionato italiano. A carattere regionale, fu il sesto campionato dilettantistico con questo nome dopo la riforma voluta da Zauli del 1958.
Questi sono i gironi organizzati della regione Basilicata.

## Basilicata

### Girone A

#### Squadre partecipanti
| Squadra          | Città (provincia)    | Stagione precedente |
| ---------------- | -------------------- | ------------------- |
| Audax Pisticci   | Pisticci (MT)        |                     |
| U.S. Bernalda    | Bernalda (MT)        |                     |
| Pol. Cristo Re   | Pisticci (MT)        |                     |
| U.S. Eraclea     | Policoro (MT)        |                     |
| Folgore Bernalda | Bernalda (MT)        |                     |
| A.S. Libertas    | Scanzano Jonico (MT) |                     |
| U.S. Pisticci    | Pisticci (MT)        |                     |
| Tursi            | Tursi (MT)           |                     |

#### Classifica finale
|  | Pos. | Squadra          | Pt       | G  | V | N | P  | GF | GS | DR  |
|  | ---- | ---------------- | -------- | -- | - | - | -- | -- | -- | --- |
|  | 1.   | Bernalda         | 16       | 10 | 7 | 2 | 1  | 25 | 8  | +17 |
|  | 2.   | Libertas         | 13       | 10 | 5 | 3 | 2  | 28 | 16 | +12 |
|  | 2.   | Eraclea          | 13       | 10 | 5 | 3 | 2  | 15 | 11 | +4  |
|  | 3.   | Cristo Re        | 11       | 10 | 5 | 1 | 4  | 18 | 12 | +6  |
|  | 5.   | Folgore Bernalda | 7        | 10 | 3 | 1 | 6  | 17 | 24 | -7  |
|  | 6.   | Audax Pisticci   | 0        | 10 | 0 | 0 | 10 | 8  | 40 | -32 |
|  | --   | Pisticci         | Ritirata |    |   |   |    |    |    |     |
|  | --   | Tursi            | Ritirata |    |   |   |    |    |    |     |

Legenda:
      Ammesso alle finali regionali.
      Retrocesso in Seconda Categoria.
      Ritirato dal campionato e retrocesso.
Regolamento:
Due punti a vittoria, uno a pareggio, zero a sconfitta.

### Girone B

#### Squadre partecipanti
| Squadra              | Città (provincia)   | Stagione precedente |
| -------------------- | ------------------- | ------------------- |
| Atlas Montescaglioso | Montescaglioso (MT) |                     |
| Camardense           | Bernalda (MT)       |                     |
| S.C. Centonze        | Ferrandina (MT)     |                     |
| U.S. Irsina          | Irsina (MT)         |                     |
| Pol. Libertas        | Ferrandina (MT)     |                     |
| F.B.C. Matera        | Matera              |                     |
| U.S. Montescaglioso  | Montescaglioso (MT) |                     |
| Real Lucana          | Matera              |                     |

#### Classifica finale
|  | Pos. | Squadra        | Pt | G  | V  | N | P  | GF | GS | DR  |
|  | ---- | -------------- | -- | -- | -- | - | -- | -- | -- | --- |
|  | 1.   | Matera         | 27 | 14 | 13 | 1 | 0  | 44 | 7  | +37 |
|  | 2.   | Camardense     | 17 | 14 | 7  | 3 | 4  | 23 | 17 | +6  |
|  | 3.   | Atlas          | 14 | 14 | 7  | 0 | 7  | 17 | 13 | +4  |
|  | 4.   | Real Lucana    | 13 | 14 | 6  | 1 | 7  | 25 | 28 | -3  |
|  | 5.   | Irsina (-1)    | 12 | 14 | 6  | 1 | 7  | 19 | 21 | -2  |
|  | 5.   | Montescaglioso | 12 | 14 | 5  | 2 | 7  | 22 | 22 | 0   |
|  | 7.   | Libertas       | 10 | 14 | 5  | 0 | 9  | 13 | 28 | -15 |
|  | 8.   | Centonze       | 0  | 14 | 0  | 0 | 14 | 1  | 28 | -27 |

Legenda:
      Ammesso alle finali regionali.
      Retrocesso in Seconda Categoria.
Regolamento:
Due punti a vittoria, uno a pareggio, zero a sconfitta.
Note:
Irsina ha scontato 1 punto di penalizzazione in classifica per una rinuncia.

### Girone C

#### Squadre partecipanti
| Squadra                | Città (provincia)         | Stagione precedente |
| ---------------------- | ------------------------- | ------------------- |
| U.S. Acheruntia        | Acerenza (PZ)             |                     |
| A.S. Angelo Cristofaro | Oppido Lucano (PZ)        |                     |
| A.S. Lavello           | Lavello (PZ)              |                     |
| Libertas Palazzo       | Palazzo San Gervasio (PZ) |                     |
| C.S. Libertas Rionero  | Rionero in Vulture (PZ)   |                     |
| U.S. Montecalvo        | Pescopagano (PZ)          |                     |
| Pol. Orazio Flacco     | Venosa (PZ)               |                     |
| A.S. Ruvo              | Ruvo del Monte (PZ)       |                     |

#### Classifica finale
|  | Pos. | Squadra               | Pt      | G  | V  | N | P  | GF | GS | DR  |
|  | ---- | --------------------- | ------- | -- | -- | - | -- | -- | -- | --- |
|  | 1.   | Orazio Flacco         | 20      | 12 | 9  | 2 | 1  | 51 | 11 | +40 |
|  | 1.   | Lavello               | 20      | 12 | 10 | 0 | 2  | 38 | 10 | +28 |
|  | 3.   | Montecalvo (-1)       | 12      | 12 | 6  | 1 | 5  | 23 | 21 | +2  |
|  | 4.   | Libertas Rionero      | 9       | 12 | 4  | 1 | 7  | 21 | 15 | +6  |
|  | 5.   | Ruvo                  | 6       | 12 | 3  | 0 | 9  | 13 | 43 | -30 |
|  | 6.   | Libertas Palazzo (-3) | 3       | 12 | 3  | 0 | 9  | 16 | 26 | -10 |
|  | 7.   | Angelo Cristofaro     | 0       | 12 | 0  | 0 | 12 | 10 | 16 | -6  |
|  | --   | Acheruntia            | Esclusa |    |    |   |    |    |    |     |

Legenda:
      Ammesso alle finali regionali.
      Retrocesso in Seconda Categoria.
      Ritirato dal campionato e retrocesso.
Regolamento:
Due punti a vittoria, uno a pareggio, zero a sconfitta.
Note:
Montecalvo ha scontato 1 punto di penalizzazione in classifica per una rinuncia.
Libertas Palazzo ha scontato 3 punti di penalizzazione in classifica per tre rinunce.

#### Spareggio per l'accesso alle finali
|               | Risultati |         | Luogo e data        |  |
| ------------- | --------- | ------- | ------------------- |  |
| Orazio Flacco | 1 - 0     | Lavello | Venosa, giugno 1965 |  |
|               |           |         |                     |  |

### Girone D

#### Squadre partecipanti
| Squadra            | Città (provincia)           | Stagione precedente |
| ------------------ | --------------------------- | ------------------- |
| U.S. Castelluccese | Castelluccio Inferiore (PZ) |                     |
| Fides Senise       | Senise (PZ)                 |                     |
| G.I.A.C. Lagonegro | Lagonegro (PZ)              |                     |
| Laurus Lauria      | Lauria (PZ)                 |                     |
| S.C. Maratea       | Maratea (PZ)                |                     |
| Pol. Moliternese   | Moliterno (PZ)              |                     |

#### Classifica finale
|  | Pos. | Squadra       | Pt | G  | V | N | P | GF | GS | DR  |
|  | ---- | ------------- | -- | -- | - | - | - | -- | -- | --- |
|  | 1.   | Laurus Lauria | 16 | 10 | 7 | 2 | 1 | 20 | 5  | +15 |
|  | 2.   | Maratea       | 15 | 10 | 7 | 1 | 2 | 26 | 12 | +14 |
|  | 3.   | Lagonegro     | 9  | 10 | 3 | 3 | 4 | 16 | 16 | 0   |
|  | 3.   | Fides Senise  | 9  | 10 | 4 | 1 | 5 | 10 | 12 | -2  |
|  | 5.   | Moliternese   | 6  | 10 | 2 | 2 | 6 | 7  | 16 | -9  |
|  | 6.   | Castelluccese | 3  | 10 | 1 | 1 | 8 | 9  | 27 | -18 |

Legenda:
      Ammesso alle finali regionali.
      Retrocesso in Seconda Categoria.
Regolamento:
Due punti a vittoria, uno a pareggio, zero a sconfitta.

### Girone E

#### Squadre partecipanti
| Squadra               | Città (provincia)  | Stagione precedente |
| --------------------- | ------------------ | ------------------- |
| E. Gianturco          | Avigliano (PZ)     |                     |
| Folgore Marsiconuovo  | Marsico Nuovo (PZ) |                     |
| Frassati Potenza      | Potenza            |                     |
| A.C. Lagopesole       | Lagopesole (PZ)    |                     |
| Libertas Avigliano    | Avigliano (PZ)     |                     |
| U.S. Libertas Invicta | Potenza            |                     |
| Rabotti Sud           | Potenza            |                     |
| Rapid D.L.F. Potenza  | Potenza            |                     |
| Risorgimento          | Potenza            |                     |

#### Classifica finale
|  | Pos. | Squadra                   | Pt | G  | V  | N | P  | GF | GS | DR  |
|  | ---- | ------------------------- | -- | -- | -- | - | -- | -- | -- | --- |
|  | 1.   | Libertas Invicta          | 27 | 16 | 12 | 3 | 1  | 47 | 13 | +34 |
|  | 2.   | Risorgimento              | 24 | 16 | 10 | 4 | 2  | 33 | 12 | +21 |
|  | 3.   | Libertas Avigliano        | 20 | 16 | 9  | 2 | 5  | 41 | 23 | +18 |
|  | 3.   | Rabotti Sud               | 20 | 16 | 9  | 2 | 5  | 30 | 21 | +9  |
|  | 5.   | E. Gianturco              | 16 | 16 | 7  | 2 | 7  | 30 | 28 | +2  |
|  | 6.   | Frassati Potenza (-1)     | 11 | 16 | 5  | 2 | 9  | 18 | 30 | -12 |
|  | 6.   | Lagopesole                | 11 | 16 | 4  | 3 | 9  | 30 | 45 | -15 |
|  | 8.   | Rapid D.L.F.              | 7  | 16 | 3  | 1 | 12 | 15 | 37 | -22 |
|  | 9.   | Folgore Marsiconuovo (-2) | 5  | 16 | 2  | 3 | 11 | 18 | 53 | -35 |

Legenda:
      Ammesso alle finali regionali.
      Retrocesso in Seconda Categoria.
Regolamento:
Due punti a vittoria, uno a pareggio, zero a sconfitta.
Note:
Frassati Potenza ha scontato 1 punto di penalizzazione in classifica per una rinuncia.
Folgore Marsiconuovo ha scontato 2 punti di penalizzazione in classifica per due rinunce.

### Finali regionali

#### Girone A
|  | Pos. | Squadra       | Pt | G | V | N | P | GF | GS | DR |
|  | ---- | ------------- | -- | - | - | - | - | -- | -- | -- |
|  | 1.   | Matera        | 5  | 4 | 2 | 1 | 1 | 5  | 1  | +4 |
|  | 2.   | Orazio Flacco | 4  | 4 | 2 | 0 | 2 | 4  | 8  | -4 |
|  | 3.   | Bernalda      | 3  | 4 | 1 | 1 | 2 | 5  | 5  | 0  |

#### Girone B
|  | Pos. | Squadra          | Pt | G | V | N | P | GF | GS | DR |
|  | ---- | ---------------- | -- | - | - | - | - | -- | -- | -- |
|  | 1.   | Libertas Invicta | 3  | 2 | 1 | 1 | 0 | 6  | 3  | +3 |
|  | 2.   | Laurus Lauria    | 1  | 2 | 0 | 1 | 1 | 3  | 6  | -3 |

- La finalissima non si disputa per rinuncia della Libertas Invicta. Il Matera è promosso in Serie D 1965-1966.

### Libri
- Annuario F.I.G.C. 1964-1965, Roma (1965) conservato presso:
  - tutti i Comitati Regionali F.I.G.C.-L.N.D.;
  - la Lega Nazionale Professionisti;
  - la Biblioteca Nazionale Centrale di Firenze;
  - la Biblioteca Nazionale Centrale di Roma.

### Giornali
- Archivio della Gazzetta dello Sport, anni 1964 e 1965, consultabile presso le Biblioteche:
  - Biblioteca Nazionale Braidense di Milano;
  - Biblioteca Nazionale Centrale di Firenze;
  - Biblioteca Nazionale Centrale di Roma;
  - Biblioteca Civica Berio di Genova;
  - e presso Emeroteca del C.O.N.I. di Roma (non è online ma è da consultare in sede).